# (2814) Vieira
(2814) Vieira (1982 FA3) – planetoida z pasa głównego asteroid okrążająca Słońce w ciągu 4,86 lat w średniej odległości 2,87 j.a. Odkryta 18 marca 1982 roku.